# Ratusz w Przasnyszu
Ratusz w Przasnyszu – barokowo-klasycystyczny budynek usytuowany pośrodku rynku w Przasnyszu, dawna siedziba władz miasta.

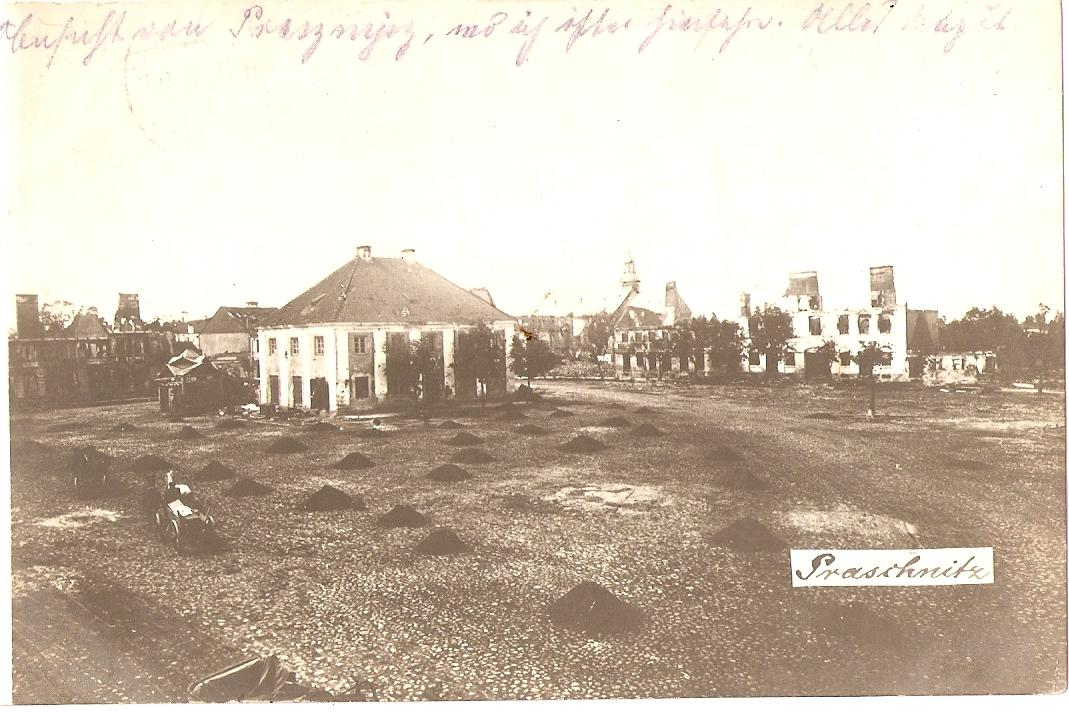
Ratusz od strony południowo-wschodniej 1915 rok zb. Mirosław Krejpowicz

Wzniesiony pod koniec XVIII wieku, na miejscu wcześniejszych budowli (w 1789 r. budowa jeszcze nieukończona). Drobne remonty przeprowadzano w latach 1806, 1825–29 i 1838. Po I wojnie światowej ratusz został ujęty od tyłu parterową, murowaną przybudówką na planie podkowy, z wewnętrznym dziedzińcem, w miejsce drewnianych jatek. Wokół przybudówki wzniesiono na zewnątrz podcień, wsparty na drewnianych słupach z zastrzałami.
Ratusz w Przasnyszu zwrócony jest frontem ku wschodowi. Jest to budynek murowany z cegły, otynkowany, z użyciem kamieni polnych w podmurówce. Piętrowy, częściowo podpiwniczony, na planie prostokąta. Elewacje pięcio- i trzyosiowe, rozdzielone szerokimi pseudopilastrami w wielkim porządku, z głowicami połączonymi profilowanym gzymsem, ponad którym znajduje się gładki fryz oraz profilowany gzyms podokapowy.
Układ wnętrz dwutraktowy, z sienią na przestrzał na osi oraz z drewnianą klatką schodową w głębi. Drzwi wejściowe klepkowe, nabijane kowalskimi gwoździami; w górnej części skrzydła drzwiowego przeźrocze z czterema starymi szybkami oraz ozdobnie kutą kratą żelazną. Dach dwuspadowy, kryty dachówką.
Ratusz staromiejski jest siedzibą Towarzystwa Przyjaciół Ziemi Przasnyskiej i Muzeum Historycznego (parter), do niedawna również Urzędu Stanu Cywilnego i Ewidencji Ludności (piętro). W przybudówce od strony zachodniej mieści się Ośrodek Rehabilitacji dla Dzieci i Młodzieży Niepełnosprawnej w Przasnyszu; w czerwcu 2008 r. w przybudówce od strony południowej znalazła miejsce Galeria Kąt.
W 1977 r. na ścianie frontowej ratusza umieszczono tablicę upamiętniającą 550-lecie nadania Przasnyszowi praw miejskich, a 3 lutego 2007 r. odsłonięto tablicę poświęconą Napoleonowi w 200. rocznicę jego pobytu w Przasnyszu.

## Galeria

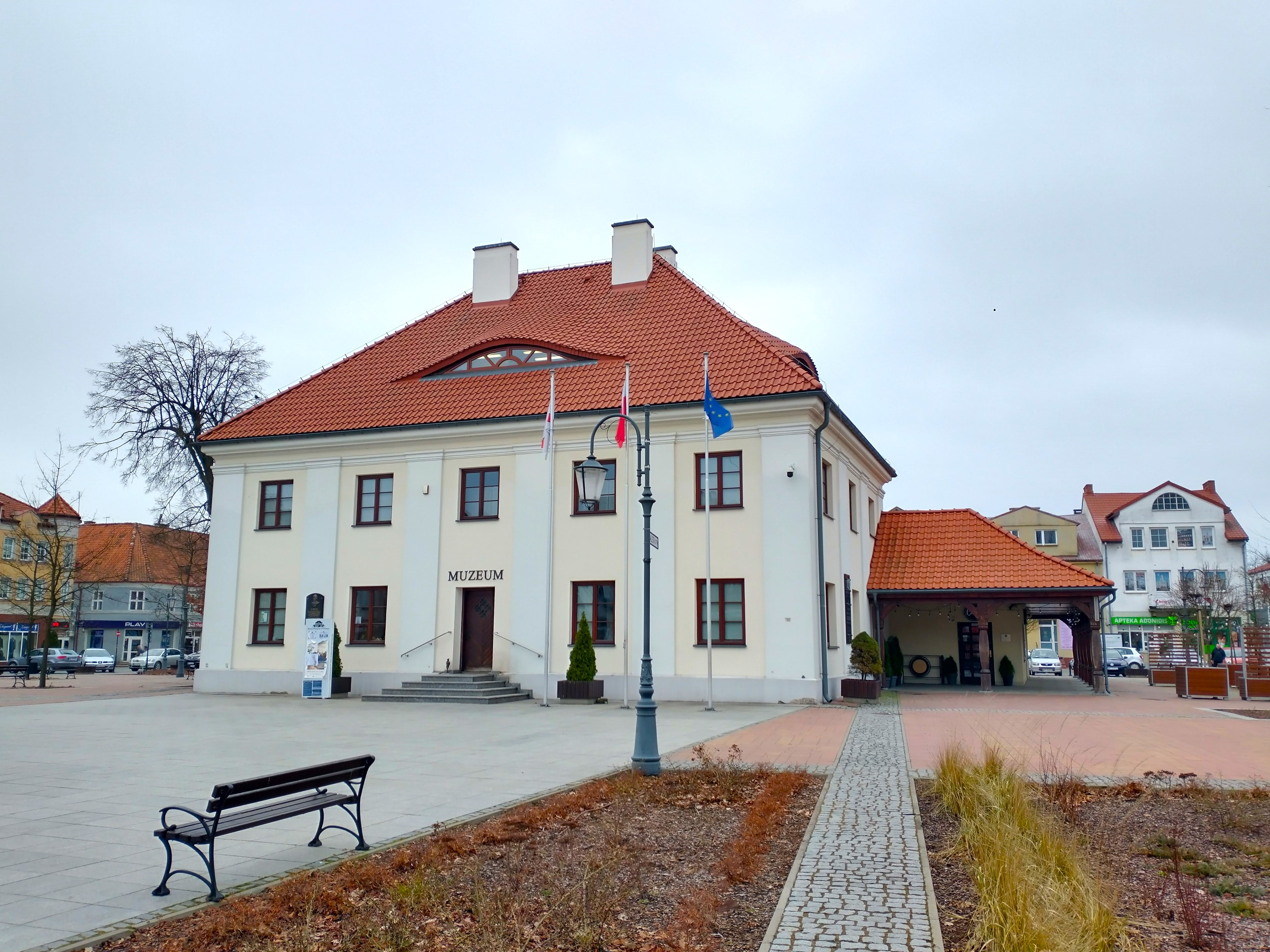
Front i wejście do muzeum
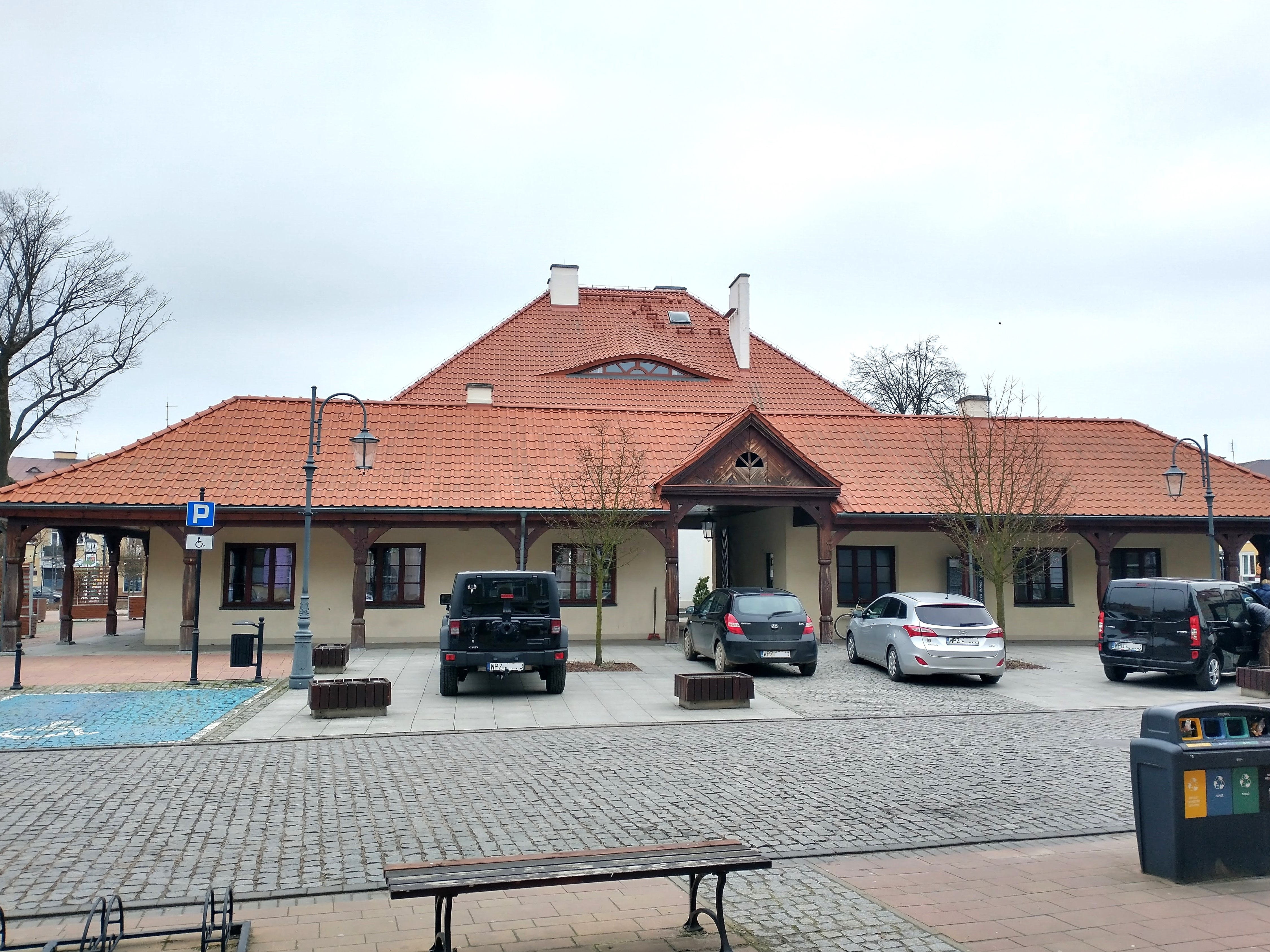
Pawilon w miejscu dawnych jatek
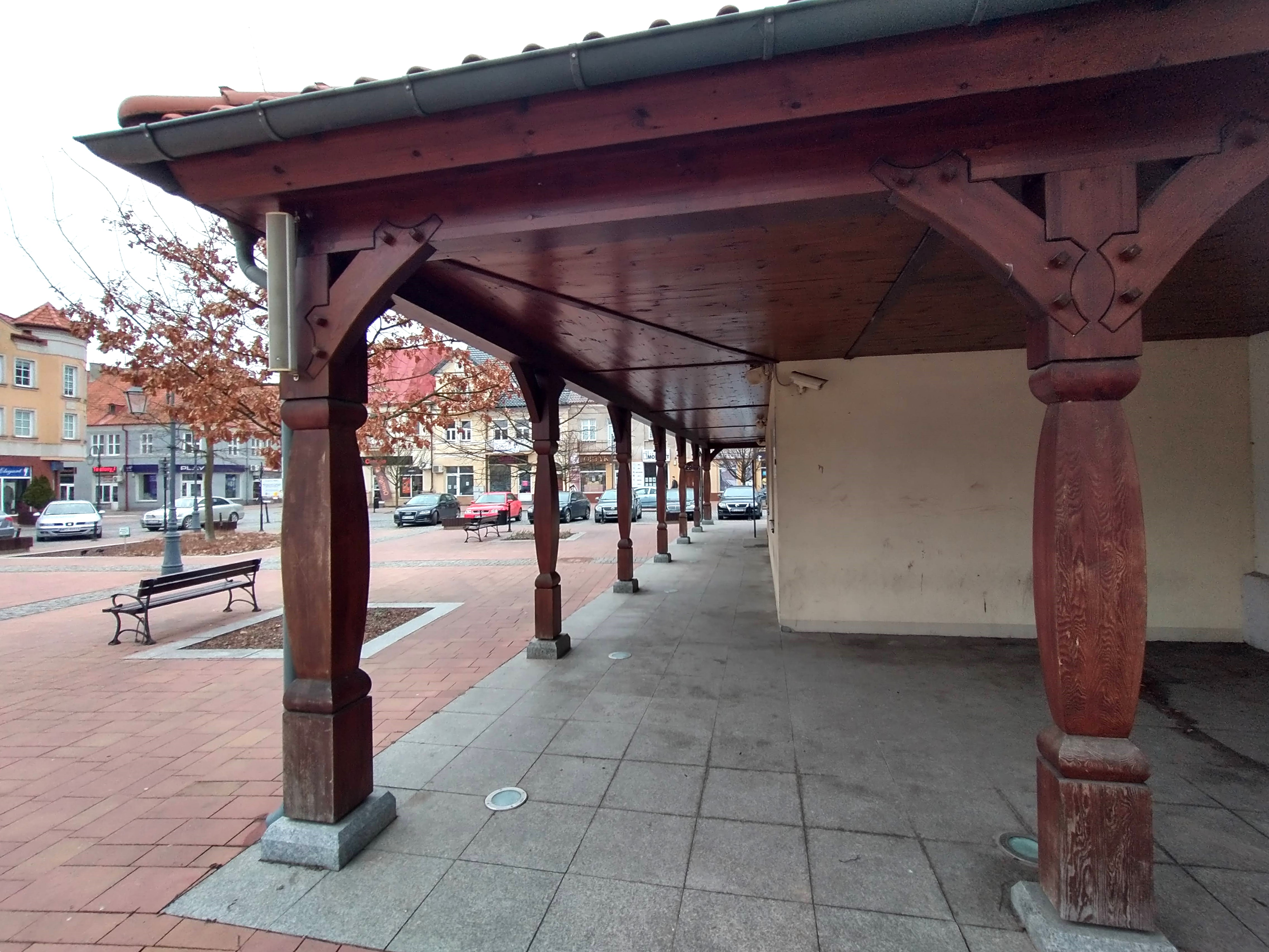
Podcienia